# جین سوم
جین سوم (انگلیسی: Jeanne d'Albret؛ ۱۶ نوامبر ۱۵۲۸ – ۹ ژوئن ۱۵۷۲) یا جین دالبرت ملکه اهل پادشاهی ناوار بود. او با آنتوان دو بوربون ازدواج کرد و مادر آنری بوربون بود که بعدها با عنوان آنری چهارم پادشاه فرانسه و به عنوان رهبر سیاسی اوگنو در فرانسه و چهره‌های کلیدی جنگ‌های مذهبی فرانسه شناخته می‌شود. او همچون مادرش استعداد بسیار خوبی در زمینه شعر و نویسندگی داشت.